# Guy Suzuki
Guy Suzuki est un directeur de la photographie français né le 16 février 1925 à Paris et mort le 16 décembre 2012 à Romorantin-Lanthenay.

## Biographie
Cadreur à partir de 1951, puis chef-opérateur, Guy Suzuki a également réalisé un court métrage en 1963, Une petite fugue.

## Filmographie partielle

### Courts métrages
- 1960 : Petit Jour de Jackie Pierre
- 1966 : Le Petit Cheval de bois, de Richard Balducci
- 1967 : Amnésie 25 de Willy Braque
- 1968 : Les Tontons du festival de Richard Balducci
- 1968 : Clown de Richard Balducci

### Longs métrages
- 1953 : L'Étrange Amazone de Jean Vallée
- 1956 : Le Chanteur de Mexico de Richard Pottier (cadreur)
- 1957 : Comme un cheveu sur la soupe de Maurice Regamey (cadreur)
- 1958 : La Bonne Tisane d'Hervé Bromberger (cadreur)
- 1958 : Sérénade au Texas de Richard Pottier (cadreur)
- 1962 : Le Reflux de Paul Gégauff
- 1963 : Les Bricoleurs de Jean Girault (cadreur)
- 1964 : Des frissons partout de Raoul André (cadreur)
- 1970 : L'Amour de Richard Balducci
- 1972 : L'Odeur des fauves de Richard Balducci
- 1972 : Trop jolies pour être honnêtes de Richard Balducci
- 1974 : Par ici la monnaie de Richard Balducci (sous le nom Tadasu Suzuki)
- 1974 : Le Protecteur de Roger Hanin
- 1974 : Deux grandes filles dans un pyjama de Jean Girault
- 1975 : L'Intrépide de Jean Girault
- 1976 : L'Année sainte de Jean Girault

### Assistant réalisateur
- 1961 : Les Nouveaux Aristocrates de Francis Rigaud